# 埃米利奥·马丁内斯
埃米利奥·马丁内斯（西班牙語：Emilio Martínez，1981年4月10日—），巴拉圭男子足球运动员，司职后卫。他曾代表巴拉圭国奥队参加2004年夏季奥林匹克运动会足球比赛，获得一枚银牌。